# Giovanni Haag
Giovanni Haag (Metz, 30 mei 2000) is een voetballer met de Franse nationaliteit die doorgaans als verdedigende middenvelder speelt. In 2018 maakte hij bij AS Nancy in de Ligue 2 zijn debuut in het betaalde voetbal. In augustus 2024 maakte hij de overstap van Rodez AF naar Fortuna Düsseldorf.

## Clubloopbaan

### AS Nancy
Haag begon met voetballen bij EN Saint-Avold waarna hij in 2013 overstapte naar de jeugdacademie van AS Nancy. In 2018 verruilde hij de junioren voor de senioren waar hij in het tweede elftal terecht kwam. Op 18 augustus maakte hij zijn basisdebuut op het vijfde Franse niveau tegen het tweede elftal van RC Strasbourg. Ruim twee maanden later maakte hij op 23 november zijn eerste speelminuten in het betaald voetbal tijdens een thuiswedstrijd in Ligue 2 tegen Red Star FC. In het Stade Marcel Picot bracht trainer Alain Perrin hem in de 84e minuut in de ploeg voor Christopher Maboulou. De rest van het seizoen (2018/19) speelde hij zowel in het tweede als het eerste. Tijdens een wedstrijd van het tweede op 1 december tegen Vauban Strasbourg maakte hij zijn eerste doelpunt bij de senioren. In het met 3-2 verloren uitduel scoorde kort na rust de 2-1.
In januari 2020 werd Haag verhuurd aan het op het derde niveau spelende Gazélec FC Ajaccio. Na terugkomst ondertekende Haag een eenjarig contract. In het seizoen 2020/21 lukte het hem onder de nieuwe trainer Jean-Louis Garcia een vaste basisplaats te veroveren. In de 17e competitieronde maakte hij op 17 oktober zijn eerste doelpunt in het betaalde voetbal tijdens de met 2-1 gewonnen thuiswedstrijd tegen USL Dunkerque. Hij zette zijn ploeg in de 31e minuut op een 1-0 voorsprong. Hij kwam dit seizoen tot 25 basisplaatsen. Wegens schorsingen en blessures kwam Haag in zijn derde seizoen (2021/22) weinig in actie. Hij werd dat seizoen vier keer (2x direct rood en 2x twee gele kaarten) van het veld gestuurd hetgeen hem zeven wedstrijden schorsing opleverde. Een record in de  Ligue 2. Daarnaast stond hij wegens een operatie aan zijn meniscus nog eens acht wedstrijden buitenspel. Hij kon daardoor niet voorkomen dat Nancy aan het einde van het seizoen degradeerde. In het seizoen 2022/23 wilde hij de club verlaten maar kreeg hij geen medewerking van de club waardoor hij geen enkele wedstrijd in actie kwam. Na het seizoen vertrok hij transfervrij naar het in de Ligue 2 spelende Rodez AF.

#### Verhuur aan Gazélec FC Ajaccio
Haag werd het tweede deel van het seizoen 2019/20 verhuurd aan de club van het eiland Corsica. Op 31 januari maakte hij zijn basisdebuut in de uitwedstrijd tegen FC Bastia-Borgo. Totdat de competitie werd stopgezet wegens de maatregelen tegen COVID-19 verdween hij niet meer uit het basiselftal van trainer François Ciccolini. Vanwege de wereldwijde pandemie kwam hij maar tot 630 speelminuten waarna hij weer terugkeerde naar FC Nancy.

### Rodez AF
In de zomer van 2023 tekende Haag een contract tot 2025 bij de club uit de stad Rodez. Op 5 augustus maakte hij zijn debuut tijdens de uitwedstrijd tegen AC Ajaccio waarbij trainer Didier Santini hem in de 64e minuut in de ploeg bracht voor Ahmad Ngouyamsa. In de vijfde competitiewedstrijd tegen Pau FC stond hij op 2 september voor de eerste keer in de basis. Tijdens het met 2-2 gelijkgespeelde uitduel maakte hij eveneens zijn eerste doelpunt voor de club uit het departement Aveyron. In de 63e minuut bracht hij zijn ploeg terug in de wedstrijd en maakte hij de 2-1. Na deze wedstrijd was hij de rest van het seizoen verzekerd van een basisplaats. Hij droeg daardoor mede bij aan het behalen van de vijfde plaats waardoor Rodez zich voor de play-off wist te plaatsen. Hierin werd in de eerste ronde na strafschoppen gewonnen van Paris FC. Haag was een van de spelers die de strafschop mistte. In de tweede ronde was Saint-Étienne met 2-0 te sterk. In het seizoen 2024/25 speelde hij als aanvoerder nog twee wedstrijden waarna hij de overstap maakte naar Duitsland. Hij vervolgde zijn carrière bij het in de 2. Bundesliga spelende Fortuna Düsseldorf.

### Fortuna Düsseldorf
Vlak voor het verstrijken van de zomerse transferwindow tekende Haag op 30 augustus 2024 een contract tot 2028. Tijdens de vijfde competitieronde maakte hij op 15 september zijn eerste speelminuten voor de club uit de hoofdstad van de deelstaat Noordrijn-Westfalen. In de uitwedstrijd tegen Hertha BSC in het Olympiastadion bracht trainer Daniel Thioune hem in de 61e minuut in de ploeg voor Danny Schmidt. Twee weken later scoorde hij op 27 september zijn eerste doelpunt in het rode shirt van Fortuna Düsseldorf tijdens de met 1-2 gewonnen uitwedstrijd tegen Greuther Fürth. Op Sportpark Ronhof bracht hij in de 43e minuut na een voorzet van Nicolas Gavory zijn ploeg op een 0-1 voorsprong.  Een week later werd hij tijdens de thuiswedstrijd tegen Hamburger SV door scheidsrechter Martin Petersen met een directe rode kaart van het veld gestuurd. Na zijn schorsing keerde hij terug en behield hij tot de winterstop zijn basisplaats.

## Clubstatistieken
| Seizoen                     | Club                 | Competitie      | Competitie | Competitie | Beker | Beker | Internationaal | Internationaal | Overig | Overig | Totaal | Totaal |
| Seizoen                     | Club                 | Competitie      | Wed.       | Dlp.       | Wed.  | Dlp.  | Wed.           | Dlp.           | Wed.   | Dlp.   | Wed.   | Dlp.   |
| --------------------------- | -------------------- | --------------- | ---------- | ---------- | ----- | ----- | -------------- | -------------- | ------ | ------ | ------ | ------ |
| 2018/19                     | AS Nancy B           | National 3      | 14         | 1          | –     | –     | –              | –              | 5      | 0      | 19     | 1      |
| 2019/20                     | → Gazélec FC Ajaccio | National 3      | 7          | 0          | –     | –     | –              | –              | –      | –      | 7      | 0      |
| 2020/21                     | AS Nancy             | Ligue 2         | 30         | 4          | 1     | 0     | –              | –              | 1      | 0      | 32     | 4      |
| 2021/22                     | AS Nancy             | Ligue 2         | 20         | 1          | 3     | 0     | –              | –              | 1      | 0      | 24     | 1      |
| 2023/24                     | Rodez AF             | Ligue 2         | 35         | 3          | 1     | 0     | –              | –              | 2      | 0      | 38     | 3      |
| 2024/25                     | Rodez AF             | Ligue 2         | 2          | 0          | –     | –     | –              | –              | –      | –      | 2      | 0      |
| 2024/25                     | Fortuna Düsseldorf   | 2. Bundesliga   | 17         | 2          | –     | –     | –              | –              | –      | –      | 17     | 2      |
| Carrière totaal             | Carrière totaal      | Carrière totaal | 125        | 11         | 5     | 0     | –              | –              | 9      | 0      | 139    | 11     |
| Bijgewerkt tot 1 maart 2025 |                      |                 |            |            |       |       |                |                |        |        |        |        |

- In het seizoen 2018/19 speelde Haag als speler van het tweede elftal vijf keer mee in het eerste. Drie in de competitie en twee in de Franse beker;
- Hij speelde in de seizoenen 2020/21 en 2021/22 als speler van het eerste elftal elk een keer mee met het tweede;
- Wegens een conflict met de club kwam Haag in het seizoen 2022/23 niet in actie.
- In het seizoen 2023/24 speelde hij twee wedstrijden voor Rodez AF in de play-offs.

## Interlandloopbaan
Haag speelde een jeugdinterland. Hij kwam onder bondscoach Lionel Rouxel met Frankrijk –19 op 13 februari 2019 62 minuten in actie tijdens de met 2-1 verloren oefenwedstrijd in en tegen Italië . Hij speelde in deze interland samen met onder andere Giulian Biancone, Oumar Solet, Maxence Caqueret en  Arthur Zagré.
| Jeugdinterlands van Giovanni Haag voor Frankrijk () | Jeugdinterlands van Giovanni Haag voor Frankrijk () | Jeugdinterlands van Giovanni Haag voor Frankrijk () | Jeugdinterlands van Giovanni Haag voor Frankrijk () | Jeugdinterlands van Giovanni Haag voor Frankrijk () | Jeugdinterlands van Giovanni Haag voor Frankrijk () |
| №                                                   | Datum                                               | Wedstrijd                                           | Uitslag                                             | Soort Wedstrijd                                     | Doelpunten                                          |
| Als speler bij Frankrijk –19                        | Als speler bij Frankrijk –19                        | Als speler bij Frankrijk –19                        | Als speler bij Frankrijk –19                        | Als speler bij Frankrijk –19                        | Als speler bij Frankrijk –19                        |
| --------------------------------------------------- | --------------------------------------------------- | --------------------------------------------------- | --------------------------------------------------- | --------------------------------------------------- | --------------------------------------------------- |
| 1.                                                  | 13 februari 2019                                    | Italië – Frankrijk                                  | 2 – 1                                               | Vriendschappelijk                                   |                                                     |
| Bijgewerkt tot 1 maart 2025                         |                                                     |                                                     |                                                     |                                                     |                                                     |

## Persoonlijk
Haag is geboren in Metz waar hij opgegroeide in de wijk Saint-Avold. Op 15-jarige leeftijd verloor hij zijn moeder die van Italiaanse komaf was.